# 四碘化四吡啶合四铜
四碘化四吡啶合四铜是一种配位化合物，化学式为C20H20Cu4I4N4，可简写为Cu4I4py4。它是正交晶系晶体，空间群P212121，分子中含有Cu4I4簇。它可由碘化亚铜和吡啶在乙腈中反应，加水沉淀得到。它在紫外线（366 nm）下，室温（25 °C）时发出黄色荧光，−196 °C时发出蓝色荧光。